# L'altro volto della speranza
L'altro volto della speranza (Toivon tuolla puolen) è un film del 2017 diretto da Aki Kaurismäki.

## Trama
Un commerciante di camicie di Helsinki litiga con sua moglie e la lascia; decide poi di abbandonare la propria attività e giocarsi a poker i propri risparmi. Con le vincite compra un ristorante di scarso successo dove lavorano tre dipendenti, i quali lo guardano inizialmente con un certo scetticismo. Un richiedente asilo siriano, al quale le autorità competenti hanno negato lo status di rifugiato disponendone il rimpatrio ad Aleppo, evita l'espulsione e fa conoscenza con il proprietario del ristorante, venendo assunto in nero da quest'ultimo. Il siriano sta cercando di ritrovare la propria sorella, della quale aveva perso le tracce sulla rotta balcanica che i due avevano seguito per entrare nell'Unione europea. Dopo il ritrovamento di sua sorella in Lituania, il proprietario del ristorante aiuterà i due a ricongiungersi.

## Colonna sonora
Come in tutti i film di Aki Kaurismäki la colonna sonora è linfa per la trama. La canzone iniziale fa partire l'azione con il brano Oi mutsi mutsi (tradotto in italiano il titolo è O madre madre, che parla del lamento di un moribondo che cerca con un'urgenza una sepoltura), eseguito dal cantautore finlandese blues Tuomari Nurmio.

## Accoglienza

### Critica
Il film ha avuto sin da subito ottimi giudizi della critica: su Rotten Tomatoes il film ha ricevuto un punteggio medio di 9/10 basato sul giudizio di 11 recensori; su Metacritic ha raggiunto il punteggio di 89/100, basato sul lavoro di 9 recensori, guadagnandosi la classificazione di Universal Acclaim.

## Riconoscimenti
- 2017 - Festival di Berlino
  - Orso d'argento per il miglior regista a Aki Kaurismäki
  - Candidatura Orso d'oro al miglior film